# Logistik 4.0
Logistik 4.0 beschreibt die vierte industrielle Revolution, bezogen auf die Querschnittsfunktion der Logistik in der betrieblichen Leistungserstellung. Eine Abwandlung des Begriffs findet sich in der englischsprachigen Übersetzung wieder, da im englischsprachigen Raum eher von Smart Factory oder Smart Manufacturing als Synonym die Rede ist. Dabei ist der Ausdruck 4.0 in die sich schnell weiterentwickelnde Welt der Digitalisierung eingegliedert und stellt die Nachfolge der drei bisherigen industriellen Revolutionen dar.

## Begriffseruierung
„Logistik 4.0 ist geprägt durch Transparenz, Vernetzung und automatisierte Prozesse, d. h. die internen Wertschöpfungsprozesse sind standardisiert, hoch automatisiert und IT-seitig miteinander vernetzt. Logistik 4.0 ermöglicht bessere Steuerungs- und Entscheidungsprozesse durch verfügbare Informationen und lernfähige Algorithmen. Oft spricht man von einer zwingenden, komplementären Ergänzung für die Fertigungsindustrien 4.0“ – „Keine Industrie 4.0 ohne Digitalisierung der Supply Chain.“ „So ist es nicht verwunderlich, dass einige der zentralen Ziele der vierten industriellen Revolution ohne eine angepasste Logistik nicht erreicht werden können.“ Es besteht also eine Korrelation zwischen dem Oberbegriff der Industrie 4.0, als Ausdruck der (zukünftigen) Digitalisierungs- und Vernetzungsprozesse in der Industrie, und der Logistik 4.0 als Anwendungsgebiet, aber insbesondere auch als Enabler für eine erfolgreiche Implementierung von Industrie 4.0 in Unternehmen.
Ein zum Teil synonym gebrauchtes Teilgebiet der Logistik 4.0 ist die „selbstorganisierende Logistik“ (self-organizing logistics), die autonome Systeme, künstliche Intelligenz, Schwarmrobotik und Selbstvalidierung umfasst.

## Abgrenzungsansatz – „Industrieller Wandel“
Industrie 4.0 steht für die sukzessive Auflösung der Grenzen zwischen digitaler und realer Welt durch Kommunikations- und Informationstechnologien sowie Automation und künstliche Intelligenz (KI), um nur einige wenige Trends aufzuzeigen. Im Zuge der dritten industriellen Revolution etablierte sich eine „(Teil-) Automatisierung von Arbeitsschritten. (Die) Menschliche Arbeitskraft (wurde) „durch den zunehmenden Einsatz von Elektronik und Computertechnologie in Form von CNC Maschinen und Industrie-Robotern“ (…) in der Reihenfertigung ersetzt“. Logistik 3.0 funktioniert nach dem „Insel-Prinzip“, welches starre Liefer- und Produktionsketten beschreibt. Dieses soll durch die Weiterentwicklung zu einem flexiblen Netzwerk mit unternehmensübergreifenden Informationsaustausch umgestaltet werden. Dieser Revolution wird eine vergleichbare Auswirkung auf die Wirtschaft und Arbeitsorganisation zugetraut. Ein wichtiger Schritt in Richtung der vierten industriellen Revolution war der Auf- und Ausbau des Internets. Mit der Zeit wuchsen die Möglichkeiten der Speicherung von Daten und Informationen an, sodass es durch das Internet möglich war, nicht nur Personen miteinander zu vernetzen, sondern auch Maschinen in diesen Informationskreislauf miteinzubeziehen. Durch die Vernetzung und Weiterleitung von Informationen, nicht nur innerhalb des Produktentstehungsprozesses (PEP), sondern auch in peripheren Betriebsabläufen, entstand die Möglichkeit, die Logistik diesem Prozess anzupassen.

## Ziele
„Die digitale Transformation, insbesondere das Vernetzen logistischer Prozesse, sorgt für mehr Transparenz in den Zuliefer- und Versandketten und damit für ein besseres Supply Chain Management.“ Inbegriffen sind „die Hauptmerkmale der Industrie 4.0 wie Vernetzung, Dezentralisierung, Echtzeitfähigkeit oder Serviceorientierung.“ Die Anwendung neuer Technologien und Prozesse zur Optimierung der logistischen Grundanforderungen nach Produkt, Qualität, Zeit, Ort, Menge und Kosten (6R) sowie Flexibilität und Informationstransparenz der digitalen Revolution eröffnen neue Horizonte der Effizienz- und Prozessoptimierung aller Material- und Informationsströme zwischen einem Unternehmen und seinem Umfeld. Das Empowerment der KMU (klein- und mittelständische Unternehmen) geht im Eigeninteresse von Groß- und Industrieunternehmen aus. Ein Wandel in der Topologie logistischer Netzwerke hin zu dezentralen und flexiblen Systemen im innerbetrieblichen Transport wird vollzogen. Dieser basiert auf entsprechenden Integrationsplattformen, die durch einen umfangreichen Datenstamm in der Lage sind, autonome, fahrerlose Transportsysteme (FTS) mit Schwarmintelligenz auszustatten. Somit kann der Trend der Individualisierung von Kundenwünschen mit der Losgröße Eins in der Logistik realisiert werden. Des Weiteren müssen Megatrends der Zukunft, wie Klimawandel, Ressourcenknappheit, Globalisierung und demographischer Wandel analysiert werden und daraus Anforderungen an die Logistik der Zukunft abgeleitet werden.

## Herausforderungen
Der Mensch fungiert in der Logistik von morgen als „kreativer Problemlöser“ in Kollaboration mit Robotern und autonomen Systemen. Es werden einfache körperliche Tätigkeiten durch Maschinen vollständig ersetzt. „Infolge der Datenzunahme werden Führungskräfte und Mitarbeiter einer erhöhten Prozess- und Informationskomplexität ausgesetzt. Für die Gewährleistung der Akzeptanz sowie der Vermeidung von Überforderung (wird) ein Umdenken in der Arbeitsorganisation und -gestaltung nötig.“ Die Mitarbeiter werden Teil des Cyber-Physical Systems (CPS) durch Smart-Devices und Avatare. „Es (entstehen) gleichzeitig neue Jobs zur Überwachung und Wartung der Geräte“. Außerdem resultieren aus den immer weiter anwachsenden Datenmengen Problemstellungen des Datenschutzes und der unangemessenen Nutzung von Kunden- oder Lieferantendaten. Allgemeingültige Regelungen müssen hierfür gefunden werden. Ein Ansatz zur Erhöhung der Datensicherheit und Verringerung des Manipulationspotentials ist die Blockchain-Technologie. Sie liefert einen vollkommen transparenten Systemzustand.

## Übergreifende Kennzeichen, Entwicklungen bzw. Trends

### Kognitive Logistik
Logistik 4.0 zielt darauf ab, kognitive Logistikprozesse und -systeme zu schaffen, die „sich unter anderem durch Lernfähigkeit, Intelligenz und Entscheidungsfähigkeit auszeichnen“. „Bei der kognitiven Logistik kommunizieren die Systemkomponenten ohne Zutun des Menschen miteinander. Das System erkennt die Probleme selbst und organisiert eine Lösung“.

### Internet der Dinge
In diesem Prozess spielt das Internet der Dinge (IoT) eine zentrale Rolle. Es ermöglicht die Vernetzung von Objekten aller Art im Logistikprozess. Hiermit ist vor allem der Datenaustausch zwischen dem physischen Objekt und seinem digitalen Abbild gemeint, wodurch die reale und virtuelle Welt im IoT verschmelzen. Das digitale Abbild wird als digitaler Zwilling des Objektes bezeichnet, welcher über das IoT immer Daten aus dem Betrieb des physischen Objektes in Echtzeit erhält. Durch ihn können verschiedene Szenarien bereits vor der tatsächlichen Durchführung erprobt und so frühzeitig Probleme und Verbesserungsmöglichkeiten entdeckt werden. „In der Logistik ermöglichen Digital Twins die Simulation des Materialflusses. Mit ihrer Hilfe lässt sich die Auslastung logistischer Prozesse in Echtzeit visualisieren – und daraufhin optimieren“.

### Selbststeuerung und Dezentralität
Ein markanter Trend im Bereich Logistik ist Selbststeuerung und Dezentralität. Selbststeuerung bedeutet, dass Einheiten und Systeme eigenständig und ohne direkte Anweisungen von außen ein vorgegebenes Ziel verfolgen oder einen Zustand aufrechterhalten. Entwicklungen in diesem Bereich ermöglichen dezentrale Steuerungen und Autonomie in logistischen Prozessen.

### Digitaler Wertschöpfungsprozess
Die Erhebung und Verwertung von Daten und Informationen steht im Mittelpunkt der logistischen Weiterentwicklung, wodurch der digitale Wertschöpfungszyklus neu definiert wurde. Am Anfang stehen die Erhebung und Übertragung der Daten mit Hilfe von zum Beispiel Sensorik oder intelligenten Produkten. Die dabei erhaltenen Daten werden nun bereinigt und auf Qualität geprüft. Wenn am Anfang des Prozesses keine ausreichende Qualität erreicht wurde, wird auch das Endprodukt nicht den Qualitätsanforderungen entsprechen. Dieser Schritt erfolgt über statistische Verfahren oder spezifische Algorithmen. Anschließend integriert man auch andere Datenquellen wie zum Beispiel aus unternehmensexternen Bereichen, sodass ein verknüpfter Datensatz zu dem angestrebten Geschäftszweck vorliegt. Über Methoden wie Data Mining oder Operation Research können aus diesen Daten dann Informationen abgeleitet werden, die man aus den ursprünglichen Daten nicht hätte ableiten können. Nun können die Informationen über standardisierte Schnittstellen oder geeignete Benutzerinterfaces bereitgestellt werden, sodass sie im übergeordneten logistischen Prozess verwertet werden können.

### Identifikation
Für den notwendigen Datenaustausch zwischen den Objekten und ihrem digitalen Abbild im IoT müssen alle Objekte und Akteure eindeutig identifiziert werden können. Dafür gibt es verschiedene Identifikationssysteme und -standards, die auf einer Kennzeichnung durch Nummern- oder Zeichenfolge basieren, wie zum Beispiel der GS1-Standardfamilie. Diese Standards finden in der Konsumgüterindustrie am meisten Anwendung, in der Automobilindustrie hingegen dominiert der ODETTE-Standard. Diese normierten Datenstrukturen können auf unterschiedliche Weise codiert werden. Dazu zählen die Darstellung als klassischer Barcode, zweidimensionaler DataMatrix-Code und RFID (Radio Frequency Identification) -Transponder. Im Gegensatz zu den vorherigen Möglichkeiten wird hier für das Auslesen und Weiterverarbeiten ein RFID-Lesegeräten und weiterverarbeitende Middleware benötigt. Können die zu identifizierende Objekte ihren Standort eigenständig bestimmen und kommunizieren erfolgt dies oft über Satellitennavigationssysteme wie GPS, GLONASS oder Galileo.

### Sensorik und eingebettete Systeme
Neben der Identifikation und Ortung von Objekten spielt die Erfassung von Zuständen wie Temperatur, Druck, Füllstand oder Energieverbrauch in der Logistik 4.0 eine entscheidende Rolle. Hierfür werden Sensorik und eingebettete Systeme genutzt, die eine autonome Messung ermöglichen. Das Objekt selbst erfasst also die benötigten Messgrößen.

### Datenübertragungs- und Datenverarbeitungstechnologien
Durch diese neuen Methoden der Datenerfassung liegen Informationen über logistische Objekte oft mobil vor, wodurch eine leistungsfähige und gleichzeitig kostengünstige Datenfunkverbindung notwendig wird. Datenübertragungs- und Datenverarbeitungstechnologien müssen die benötigten Daten speichern und abrufbar machen. Hierfür sind hohe Geschwindigkeiten und Kapazitäten nötig. Damit die erhobenen Daten nun auch zwischen den unterschiedlichen Systemen ausgetauscht werden können, müssen einheitliche Kommunikationsstandards geschaffen werden. Dies kann über das Internet in Form von Cloud-Computing erfolgen. Das Internet bietet den komplexen Anforderungen und Anwendungen der Technologien eine Kommunikationsmöglichkeit, die eine Vernetzung verschiedener Systeme und Akteure ermöglicht. „Es kann damit als Rückgrat und vielleicht wichtigste Voraussetzung von Logistik 4.0 verstanden werden“.

### Big Data
Ein weiterer Trend in der Entwicklung hin zu Logistik 4.0 ist der Wandel zu Big Data und der daraus resultierenden Datenanalyse. Hiermit sind nicht nur die immer größer werdenden Datenmengen gemeint, sondern auch die Möglichkeit, verschiedene Datenquellen zu verknüpfen und durch Analysen Zusammenhänge aufzudecken, Phänomene zu erklären oder Prognosen durchzuführen.

### Cyber-Physische Systeme
All diese neuen Anforderungen an Technologien werden in cyber-physischen Systemen (CPS) vereinigt.

### Blockchain
Eine weitere ausschlaggebende Technologie ist die Blockchain-Technologie. Blockchain ist eine Form der Distributed-Ledger-Technologie. Informationen werden in einer Datenstruktur aus Blöcken abgespeichert, die mit Hashwerten verkettet wurden. Sie können so fälschungssicher dokumentiert und an alle Beteiligten in Echtzeit vermittelt werden. Da von unterschiedlichen Beteiligten auf eine Datenbank zugegriffen wird, herrschen dezentrale und vielfältige Benutzerrechte, was Transparenz schafft und das Fehlerrisiko minimiert. Blockchain „ist als dezentrale Datenbank zu verstehen, die es Unternehmen und Privatpersonen erlaubt, Zahlungen und andere Transaktionen ohne jegliche Vermittler durchzuführen“. Ein Vorteil dieser Technologie ist die saubere chronologische Auflistung aller Transaktionen mit jeweiligem Zeitstempel und die Absicherung durch ein kryptologisches Verfahren. Bei dieser Absicherung werden Private und Public Key des Senders und des Empfängers benutzt. Die Datenketten liegen identisch auf mehreren dezentralen Rechensystemen vor und auch Aktualisierungen werden auf allen Speichermedien gleichzeitig vorgenommen. So sind Fälschungen ausgeschlossen.

## Anwendungsbeispiel zellulare Transportsysteme
Im Folgenden wird am Beispiel der zellularen Transportsysteme aufgezeigt, wie die im Vorangegangenen genannten Technologien in Logistiksystemen angewendet werden. Dazu wird zuerst die allgemeine Funktionsweise dargestellt und anschließend die angewandten in die herausgearbeiteten Technologiebereiche gegliedert.

### Allgemeine Funktionsweise und Aufgabe des Systems
Das Fraunhofer IML hat in Zusammenarbeit mit der Industrie mit dem Multishuttle Move ein fahrerloses Logistiksystem entwickelt, das durch Schwarm-Intelligenz gesteuert wird. Das System besteht aus vielen einzelnen, kleinen, baugleichen, kostengünstigen und autonomen Shuttle-Einheiten, die sich über Funk (WLAN) untereinander über die Auftragsdisposition und Routenfindung austauschen. Die Shuttles können durch ein Schienensystem in Lagern mit mehreren Ebenen selbständig Regalstellplätze erreichen und ohne Übergabeort mit dem Lagerbehälter das Lager verlassen. Außerhalb des Lagers bewegen sie sich frei und navigieren ohne Markierungen, nur mit Hilfe von Sensoren und geteilten Informationen anderer Shuttle-Einheiten, auf der kürzesten Route zum Ziel (z. B. Maschine X in der Produktion). Dadurch bleibt die Fläche zwischen Lager und Bedarfsort frei von dauerhaften Stetigfördertechniken und somit flexibel. Aufgrund der dezentralen Selbststeuerung kann die Gesamtleistung des Systems durch einfaches Hinzufügen oder Weglassen von autonom agierenden Fahrzeugen frei skaliert werden. Außerdem wird die Ausfallsicherheit erhöht, denn wenn eine Einheit eine Störung hat, bleibt nicht das System stehen, sondern die Aufgabe wird von einer anderen Einheit übernommen.

### Internet der Dinge
„»Wenn die Dinge schon wissen, wo sie hin müssen, können sie auch gleich dorthin fahren.« Mit diesem einfachen, aber auch evolutionären Satz kann man die Zellulare Intralogistik als die logische Konsequenz des »Internet der Dinge« begreifen.“

### Selbststeuerung und Dezentralität
„Die Koordinierung der Fahrzeuge – des Fahrzeugschwarms – Beispiel eines Multishuttle Move Systems erfolgt […] ohne Zentralsteuerung, d. h. dezentral nach dem Prinzip des Internet der Dinge durch den Einsatz von Multi-Agenten-Software. Optimierungen basieren auf Metaheuristiken wie dem Ameisenalgorithmus (nach M. Dorigo). Diese Selbststeuerung macht die zellularen Transportsysteme wandelbar, da die Gesamtleistung des Systems durch einfaches Hinzufügen oder Weglassen von autonom agierenden Fahrzeugen frei skalierbar ist. Die Schwarmintelligenz ermöglicht dabei Vorteile z. B. bei der Optimierung des Gesamt-Transportdurchsatzes, da das Wissen aller Fahrzeuge genutzt wird.“

### Identifikation, Sensorik und eingebettete Systeme
„Die intelligente Lokalisation, Navigation und Kollisionsvermeidung basiert auf dem neu entwickelten hybriden Sensorkonzept, bestehend aus Koppelnavigation, Funkortung, Abstands- und Inertialsensoren. Ein Shuttle kann sich dadurch völlig frei ohne Leitlinien auf der Fläche bewegen und reagiert dynamisch auf seine Umgebung, z. B. vor dem Fahrzeug auftauchende Hindernisse – dies können auch andere Fahrzeuge sein.“ Es werden dabei zwei verschiedene Kommunikationsprinzipien benutzt: „eine direkte Point- to-point-Übertragung zwischen Sender und Empfänger (z. B. zur Lastwechsel-Koordination am Übergabepunkt) sowie ein indirekter Datenaustausch mithilfe von dezentralen Informationsknotenpunkten, sog. Blackboards. Blackboards ermöglichen eine gezielte Speicherung und Bereitstellung auf den Wissensbedarf einzelner Funktionen (Visualisierung, Navigation, Auftragsdisposition) oder Bereiche (Lagervorzone, Wareneingang/-ausgang) zugeschnittener Informationen.“